# 7.63×25毫米毛瑟彈
毛瑟手槍彈和毛瑟C96手槍是共生的，兩者都是1896年由毛瑟公司的菲德勒三兄弟基于博查特（Borchardt）手枪弹研製出來。其特點是有很高的初速故而彈道平直，射程又遠，但缺點是这种子弹比较长，弹头较轻小，侵彻力优秀而制止力不足。毛瑟手槍彈和C96毛瑟手槍後來經俄國僱傭兵帶到中國，當時中國兵工廠大多生產此種毛瑟手槍彈，相反俄國人把毛瑟手槍彈改為7.62毫米口徑變成為7.62x25毫米托卡列夫手槍彈并提高膛压，由於兩者口徑只相差0.01毫米而其餘尺寸基本相同，故發射毛瑟手槍彈的槍械也可以發射托卡列夫手槍彈，但由于托卡列夫手枪弹较高的膛压使得这种互换存在一定风险（尤其是状态不佳的旧武器），而发射托卡列夫手枪弹的武器换用毛瑟弹虽安全，但有可能因为能量不足导致自动工作出现小故障。

## 使用槍械
- 毛瑟C96手槍

雖然後來德軍使用的C96都改為採用9毫米口徑魯格手槍彈，但在中國的C96卻仍然大多使用毛瑟手槍彈。
- 阿斯特拉M900手槍

西班牙仿製的毛瑟C96手槍。
- MP18衝鋒槍

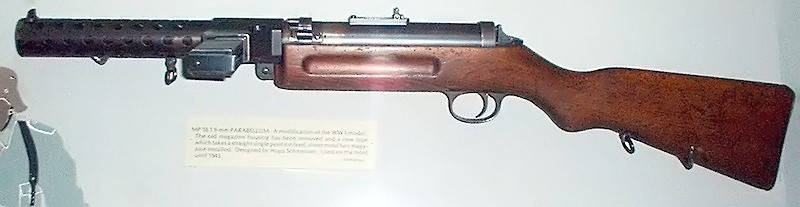
MP18衝鋒槍

在中國生產的MP18衝鋒槍大多採用毛瑟手槍彈。
- 湯普森衝鋒槍

由四川軍閥劉湘旗下的21軍武器修理所生產的湯普森衝鋒槍發射毛瑟手槍彈。

## 使用國家
- 德意志帝國

- 魏瑪共和國

- 納粹德國

- 中華民國

- 苏联

- 西班牙

- 芬兰